# Cynedesmus varilobatus
Cynedesmus varilobatus är en mångfotingart som beskrevs av Loomis 1936. Cynedesmus varilobatus ingår i släktet Cynedesmus och familjen fingerdubbelfotingar. Inga underarter finns listade i Catalogue of Life.